# Barroca
Barroca, também conhecida como Barroca do Zêzere, é uma povoação portuguesa sede da Freguesia da Barroca do Município do Fundão, freguesia com 23,1 km² de área e 378 habitantes (censo de 2021), tendo, por isso, uma densidade populacional de 16,4 hab./km².
Antigamente denominada de Freguesia de Barroca e Bodelhão, viu o seu nome alterado apenas para Freguesia da Barroca pelo decreto de 7 de setembro de 1895, que anexou o lugar de Alqueidão à freguesia de Barroca e anexou à freguesia de Ourondo o território do Bodelhão.
Pertence à Rede das Aldeias do Xisto.

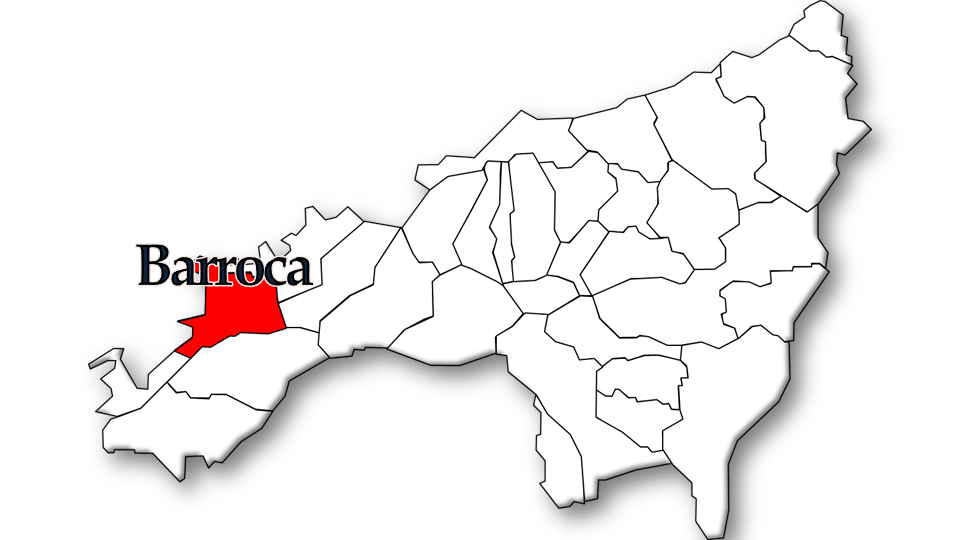
Localização da freguesia no município do Fundão

## Demografia
Nota: Nos anos de 1864 a 1890 a freguesia de Barroca tinha anexada a freguesia de Bodelhão, actualmente denominada Aldeia de S. Francisco de Assis, do Município da Covilhã. Esta freguesia foi desanexada por decreto de 07/09/1895 e anexada à de Ourondo, do concelho (atual município) da Covilhã. Por decreto de 07/09/1895 foram incluídos nesta freguesia os lugares que foram desanexados da freguesia de Dornelas do Zêzere, do concelho (atual município) de Pampilhosa da Serra, no Distrito de Coimbra.
A população registada nos censos foi:
| Distribuição da População por Grupos Etários | Distribuição da População por Grupos Etários | Distribuição da População por Grupos Etários | Distribuição da População por Grupos Etários | Distribuição da População por Grupos Etários |
| -------------------------------------------- | -------------------------------------------- | -------------------------------------------- | -------------------------------------------- | -------------------------------------------- |
| Ano                                          | 0-14 Anos                                    | 15-24 Anos                                   | 25-64 Anos                                   | > 65 Anos                                    |
| 2001                                         | 71                                           | 70                                           | 302                                          | 191                                          |
| 2011                                         | 35                                           | 40                                           | 218                                          | 203                                          |
| 2021                                         | 21                                           | 19                                           | 142                                          | 196                                          |

## Património
- Igreja de S. Sebastião (matriz)
- Capelas da Senhora da Rocha, de S. Romão, do Senhor da Agonia e da Senhora da Nazaré
- Casa Grande (e capela)[7]
- Núcleo de gravuras rupestres da Barroca do Zêzere
- Trecho do rio Zêzere

## Cultura
- Casa Grande da Barroca – Centro de Interpretação de Arte Rupestre do Poço do Caldeirão (instalado num antigo solar setecentista)